# خافيير أونتيفيروس
خافيير أونتيفيروس (بالإسبانية: Javier Ontiveros Parra) (9 سبتمبر 1997 بمربلة في إسبانيا - ) هو لاعب كرة قدم إسباني في مركز الوسط. شارك مع منتخب إسبانيا تحت 17 سنة لكرة القدم ومنتخب إسبانيا تحت 18 سنة لكرة القدم ومنتخب إسبانيا تحت 19 سنة لكرة القدم. أما مع النوادي، فقد لعب مع نادي مالقا وAtlético Malagueño ‏.

## وصلات خارجية
- خافيير أونتيفيروس على موقع الاتحاد الأوربي (الإنجليزية)
- خافيير أونتيفيروس على موقع قاعدة بيانات كرة القدم.إي يو (الإنجليزية)
- خافيير أونتيفيروس على موقع Soccerway.com (الإنجليزية)
- خافيير أونتيفيروس على موقع AS.com (الإسبانية)